# Chlorops kirigaminensis
Chlorops kirigaminensis is een vliegensoort uit de familie van de halmvliegen (Chloropidae). De wetenschappelijke naam van de soort is voor het eerst geldig gepubliceerd in 1978 door Kanmiya.
De soort is oorspronkelijk beschreven in Japan en daarna waargenomen het noorden van Europa (Zweden, Europees Rusland, Estland en Finland), Siberië en het Russische Verre Oosten. In 2016 werd de soort ook waargenomen in Nederland, in Meijendel.